# مرام (قونية)
مرام (بالتركية: Meram)‏ هي بلدة ومُديريَّة تقع في ولاية قونية بتركيا. تصل مساحتها إلى 1680.2 كم²، وترتفع عن سطح البحر حوالي 1037 م.